# 聖潘捷列伊蒙修道院
聖潘捷列伊蒙修道院是位於北馬其頓奧赫里德的一座修道院。聖潘捷列伊蒙修道院現在是奧赫里德著名的觀光景點之一。

## 简介
聖潘捷列伊蒙修道院 （马其顿语：Свети Пантелеjмон,Свети Пантелеjмон, Sveti Pantelejmon, 注音： [pantɛlɛjˈmɔn]; 希腊语：Άγιος Παντελεήμων）是一个位于北马其顿共和国境内奥赫里德的修道院与名胜古迹。最初由东正教教徒，拜占庭传教士圣西里尔与美多德兄弟创立。
考古学家相信，这座修道院教导了第一批使用格拉哥里字母表的学生，目的是用这些学生把圣经原文翻译成旧斯拉夫语（英：Old Church Slavonic）。圣西里尔与美多德兄弟认为把圣经与其他宗教文本翻译成本地语言是斯拉夫人的基督教化的一部分。

## 外部連結
41°06′45″N 20°47′27″E / 41.1125°N 20.7909°E